# 直掩機
直掩機（ちょくえんき）とは、搭載艦 (艦載機の場合) などの目的艦、または飛行場の上空を周回し、敵航空機を迎撃して味方艦船や飛行場を守ったり、味方の航空機を掩護（えんご）する戦闘空中哨戒を行う航空機である。護衛機ともいう。なお、直掩とは「直接掩護」の略である。

## 艦護衛や飛行場防衛での直掩機の役割
一般に航空機は、滑走路の上で武装して駐機状態にあっても戦闘可能となるまでには一定の時間がかかる。なぜなら、離陸までにも時間がかかるし、ただ離陸すれば戦闘可能というわけではなく、交戦に必要な高度や速度を得なければならないためである。
直掩機は、たとえば対象が敵の偵察機などであれば撃墜し、本格的な敵の攻撃の場合には後続機の離陸までの時間を稼ぐための役割をも求められる。
現在はレーダー等の発達により、第二次世界大戦当時よりは必要性が薄れている。日本のスクランブルでも通常時の隙を古典的な24時間のローテ－ション化で補っている為（その場合だと経費がかさみ、実質の出撃機体数が少なくなる場合がある）、護衛対象直上に長期間空で待機している事自体稀な状態である。

## 航空機掩護での直掩機の役割
爆撃機などの、空対空戦闘に主眼を置いていない機体、非空対空兵装機の護衛にあたる航空機のことを指す。